# Postgeschichte von Eschershausen
Die Postgeschichte von Eschershausen beschreibt die geschichtliche Entwicklung des Postwesens in Eschershausen seit dem 17. Jahrhundert.

## Geschichte

Herzoglich Braunschweigische Poststempel

Für Eschershausen wird erstmals 1686 von einer Poststation der von den Thurn und Taxis betriebenen Kaiserlichen Reichspost berichtet, die bis 1790 Bestand gehabt haben soll. Eine 1743 eingerichtete Fahrpost von Braunschweig nach Holzminden über Seesen, Gandersheim und Eschershausen diente der Postversorgung, auch für die Orte ohne Postanstalt. Seit 1804, also vor der westfälische Besatzungszeit (1808–1813) bestand in Eschershausen eine Postanstalt. Hier wurden die Briefe eingesammelt und der durchfahrenden Post mitgegeben. Um 1810 wurde der Einzeiler „Eschershausen“ verwendet.
Die Postanstalt wurde 1838 in eine Postverwaltung, 1855 in eine Post-Expeditionen und 1856 wieder in eine Postverwaltung umgewandelt. Vom 1. Januar 1866 wird die Personenpost zwischen Eschershausen und Vorwohle – Bahnhof – aufgehoben und an deren Stelle eine Local-Personenpost zwischen Eschershausen und Stadtoldendorf eingerichtet. Von Eschershausen versorgen Landbriefträger seit Juni 1867 Holtensen, Scharfoldendorf, Lüerdissen, Dielmissen, Westerbraak, Kirchbraak und Oelkassen sowie nach Breitenkamp und Heinrichshagen. In der Zeit der Norddeutschen Bundespost wurde die Postverwaltung Eschershausen 1868 in eine Post-Expedition umgewandelt.
Neben den frühen handschriftlichen Ortsvermerken ist von 1809 ein Einzeiler „Eschershausen“ bekannt, ein weiterer Einzeiler von 1821. Beide Stempel tauchen auf Briefen bis 1848 auf. Seit 1823 wurde das Datum meistens handschriftlich eingetragen. 1849 erhielt Eschershausen einen Zweikreisstempel mit Datumstrich, hier war das Datum von ebenfalls Hand einzutragen. Ein Rechteckstempel mit Datum in Ziffern wurde 1853 geliefert. Neben diesem Stempel kam 1862 ein Zweikreisstempel mit Datum, Jahr und Uhrzeit hinzu. Zur Entwertung der Postfreimarken erhielt Eschershausen 1856 den Rostgitterstempel mit der Nr. 12. 
Hinweise auf eine Posthalterei finden sich im General-Circular der braunschweigischen Post. Seit 1854 werden die Landbriefträger aufgeführt, die Post in umliegenden Landorte ohne Postanstalt austrugen. Die Braunschweigische Anzeigen berichteten am 28. Dezember 1866, dass „vom 1. Januar an die Personenpost zwischen Eschershausen und Vorwohle – Bahnhof – aufgehoben und an deren Stelle eine Local-Personenpost zwischen Eschershausen und Stadtoldendorf eingerichtet“ wurde.
Am 18. Juni 1867 schreiben die Braunschweigische Anzeigen: „Von Eschershausen versorgen die Landbriefträger Holtensen, Scharfoldendorf, Lüerdissen, Dielmissen, Westerbraak, Kirchbraak und Oelcassen sowie nach Breitenkamp und Heinrichshagen“.